# سبايس (مغنية)
سبايس (بالإنجليزية: Spice)‏ مغنية من جامايكا ولدت ( 6 اغسطس، 1982) في أبرشية سانت كاترين، جامايكا.

## روابط خارجية
- سبايس (مغنية) على موقع IMDb (الإنجليزية)
- سبايس (مغنية) على موقع ميوزك برينز (الإنجليزية)
- سبايس (مغنية) على موقع أول موفي (الإنجليزية)
- سبايس (مغنية) على موقع أول ميوزيك (الإنجليزية)
- سبايس (مغنية) على موقع ديسكوغز (الإنجليزية)
- سبايس (مغنية) على موقع ديسكوغز (الإنجليزية)
- سبايس (مغنية) على موقع قاعدة بيانات الفيلم (الإنجليزية)